# Jan Ekemezie Okoro
Bp dr Jan Ekemezie Okoro (ur. 12 sierpnia 1949 w Kano) – biskup Kościoła Starokatolickiego Austrii w latach 2008–2015. Sprawował również opiekę nad starokatolikami w Chorwacji.
Jan Ekemezie Okoro urodził się w nigeryjskiej miejscowości Kano, w 1994 roku uzyskał austriackie obywatelstwo. Studiował psychologię, filozofię i teologię. W Kościele Starokatolickim Austrii jest od 1999 roku. Wcześniej był rzymskokatolickim kapłanem.
17 listopada 2007 ks. Jan Ekemezie Okoro został wybrany biskupem Kościoła Starokatolickiego w Austrii. Nowy biskup zastąpił odchodzącego w stan spoczynku bpa Bernarda Heitza. Konsekracja biskupa odbyła się 2 lutego 2008 roku w wiedeńskim kościele ewangelickim, sakry biskupiej udzielili: abp Joris Vercammen (Kościół Starokatolicki w Holandii), bp Dušan Hejbal (Kościół Starokatolicki w Republice Czeskiej) i bp Fritz René Müller (Kościół Chrześcijańskokatolicki w Szwajcarii).
Z końcem 2015 roku bp Jan Okoro przeszedł na emeryturę. 24 października 2015 roku ks. dr Heinz Lederleitner został wybrany na nowego zwierzchnika. W dniu 13 lutego 2016 roku ks. dr Lederleitner został wyświęcony na biskupa przez arcybiskupa Utrechtu dr Jorisa Vercammena.